# Lenguas kartvelianas
Las lenguas kartvelianas, también conocidas como lenguas iberocaucásicas o anteriormente caucásicas meridionales en georgiano: ქართველური ენები, romanizado: kartveluri enebi) son habladas principalmente en Georgia, con pequeños grupos de hablantes en Turquía, Azerbaiyán, Irán, Grecia, Rusia e Israel. Hay aproximadamente 5,2 millones de hablantes de esta familia lingüística en el mundo. Este grupo lingüístico es uno de los más antiguos del mundo, pues remonta sus orígenes al 6000 a. C.
El grupo lingüístico kartveliano no está emparentado con ningún grupo lingüístico vecino (indoeuropeo, semítico, túrquico, otras lenguas del Cáucaso) o de otra parte del mundo. La primera fuente literaria de las lenguas kartvelianas la constituyen las inscripciones de Bir el-Qutt, realizada en escritura georgiana antigua (asomtavruli) en el monasterio georgiano cerca de Belén y data del año 430.

## Distribución e historia

### Estatus social y cultural
El georgiano es el idioma oficial de Georgia, hablado por el 90 % de los habitantes, y el principal idioma literario y comercial de todos los hablantes kartvelianos de Georgia. Se escribe con el alfabeto georgiano, original y característico, y sus textos literarios más antiguos se remontan al siglo V. Es el único idioma del Cáucaso que tiene una larga tradición literaria. Los signos del antiguo georgiano parecen ser derivados del arameo con influencias griegas.
El idioma mingreliano se escribe con el alfabeto georgiano desde 1864, especialmente en el periodo comprendido entre 1930 y 1938, cuando los mingrelianos disfrutaron de autonomía cultural, y después de 1989.
El idioma laz fue escrito principalmente entre 1927 y 1937, y hoy en día nuevamente en Turquía con el alfabeto latino. Sin embargo, el laz está desapareciendo al ser sus hablantes integrados en la corriente principal de la sociedad turca.
Según algunos lingüistas, solo existe una lengua kartveliana formada por un conjunto de dialectos que en algunos casos pueden no ser inteligibles entre sí. En el año 2010 Put'k'aradze, Dadiani y Sherozia afirmaron  que el concepto de 3 o 4 lenguas kartvelianas surge del interés del Imperio ruso y luego de la URSS de dividir a la nación georgiana y que el mingreliano, laz y svano son dialectos derivados del georgiano, pero siguen formando parte de un solo sistema lingüístico.

### Historia
El georgiano está documentado desde mediados del primer milenio, cuando se creó su alfabeto en conexión con la cristianización del país. El antiguo georgiano difiere en bastantes aspectos de su sucesor, el georgiano moderno.

## Clasificación
- Idiomas georgianos
  - Georgiano (ქართული, kartuli) con 4,1 millones de hablantes nativos. De estos, 3,9 millones viven en Georgia, unos 50 000 en Turquía e Irán, así como una diáspora de tamaño desconocido en Rusia.
  - Gruzínico o judeogeorgiano (en georgiano: ყიბრული, q'ibruli, en hebreo: עיבּרוּלי), con unos 80 000 hablantes, de los que 60 000 están en Israel y 20 000 en Georgia. Podría considerarse un dialecto del georgiano.[13] Al parecer la palabra gruzínico se origina de la palabra rusa "gruzín" que significa "georgiano, georgiana".
- Idiomas zan
  - Megreliano (მარგალური ნინა, margaluri nina), con unos 500 000 hablantes nativos en 1989, principalmente en Samegrelo (Megrelia), región al oeste de Georgia y una parte del distrito de Gali al este de Abjasia. Muchos megrelianos refugiados de la guerra de Abjasia viven en Tiflis u otros lugares de Georgia.
  - Laz (ლაზური ნენა, lazuri nena), con 220 000 hablantes nativos en 1980, la mayoría en el litoral del mar Negro y el noreste de Turquía, con unos 30 000 en Ayaria, Georgia.
- Svano (ლუშნუ ნინ lushnu nin), con aproximadamente 15 000 hablantes nativos en la montañosa región de Svaneti al noroeste de Georgia.

Estos idiomas están claramente relacionados, y el laz y el megreliano son considerados dialectos de un mismo idioma, llamado "zan". La conexión fue documentada en la literatura lingüística por J. Güldenstädt en el siglo XVIII, y luego probada por G. Rosen, M. Brosset, F. Bopp entre otros en la década de 1840. Creyeron que era una división del mismo Idioma proto kartveliano, posiblemente hablado en la región que hoy ocupa Georgia y antigua Georgia en el noreste de Turquía entre el 3000 a. C. y 2000 a. C.
Basados en el grado de cambio, algunos lingüistas (incluyendo a A. Chikobava, G. Klímov, T. Gamkrelidze y G. Machavariani) especularon sobre una temprana división, separándose el svano de los otros idiomas sobre el 2000 a. C. o antes, mientras que el mingreliano y el laz se separaron del georgiano sobre el siglo VIII a. C., y la división entre ellos se produjo hace unos 500 años. Se destaca que esta hipótesis se deriva del controvertido uso de la glotocronología y debería ser tomada en el mejor de los casos como una aproximación.
El judeo-georgiano a veces se clasifica como una variante del georgiano, modificado por la inclusión de gran número de palabras del hebreo y del arameo. La diferenciación con el georgiano estándar es comparativamente reciente.

### Relación con otras lenguas
No hay relación probada con otros idiomas, ni siquiera con las familias lingüísticas del norte del Cáucaso. De hecho la hipótesis ibero-caucásica, según la cual todas las lenguas caucásicas en último término forman una unidad filogenética, ha sido prácticamente abandonada. Más recientemente algunos lingüistas propusieron que la familia kartveliana es parte de la macrofamilia nostrática, aunque ni la inclusión del georgiano ni la validez de dicha agrupación filogenética es aceptada por la mayoría de los especialistas.
Se han señalado ciertas semejanzas gramaticales con el euskera, especialmente en el sistema de casos. Sin embargo, estas teorías que tienden a ligar las lenguas caucásicas con otros idiomas no indoeuropeos y no semíticos en el Cercano Oriente en tiempos antiguos, son generalmente consideradas inconclusivas por falta de pruebas, y deben ser tomadas únicamente en sentido hipotético.
Algún parecido con otros idiomas cercanos podría deberse a la influencia de la vecindad geográfica. Se han observado grandes préstamos en todas direcciones (por ejemplo, del norte al sur del Cáucaso), por lo que es probable que algunas características gramaticales también hayan sido afectadas. Es sabido en la actualidad que el vocabulario protokartveliano estuvo influido asimismo por las lenguas indoeuropeas de alguna manera, probablemente debido al contacto en los primeros estadios entre la cultura protokartveliana y la protoindoeuropea.

## Descripción lingüística

### Comparación léxica
Los numerales en diferentes lenguas caucásicas meridionales son:
| GLOSA | Svan              | Laz   | Mingreliano  | Georgiano | PROTO- KARTVELIANO |
| ----- | ----------------- | ----- | ------------ | --------- | ------------------ |
| '1'   | ɛʃχu              | ɑɼ    | ɑrti / ɑkʼɑ  | ɛrti      | *ɛrti              |
| '2'   | jɔri /jɛru /jɛrbi | ʒuɼ   | ʒiri         | ɔri       | *jɔri              |
| '3'   | sɛmi              | sum   | sumi         | sɑmi      | *sɑmi              |
| '4'   | wɔʃtχw            | ɔtxɔ  | ɔtχi / ɑntχi | ɔtχi      | *ɔtxɔ              |
| '5'   | wɔ-χuʃd           | xut   | χuti         | χuti      | *xuti              |
| '6'   | usgwɑ             | ɑʃi   | ɑmʃvi        | ɛkvsi     | *ɛkʂwi             |
| '7'   | iʃgwid            | ʃkit  | ʃkviti       | ʃvidi     | *ʃkwid-            |
| '8'   | ɑrɑ               | ɔwrɔ  | (b)ruɔ       | rvɑ       | *ɑrwɑ              |
| '9'   | ʧχɑrɑ             | ʧɔwrɔ | ʧχɔrɔ        | ʦχrɑ      | *tʂχɑrɑ            |
| '10'  | jɛʃd              | vit   | viti         | ɑti       | *ɑ(ʂ)ti            |